# Slag om Arnhem
De Slag om Arnhem was een luchtlanding en veldslag tijdens de Tweede Wereldoorlog die van 17 tot 25 september 1944 in en rond de stad Arnhem plaatsvond, als onderdeel van Operatie Market Garden. Het is, na de Slag om de Schelde, de grootste operatie op Nederlands grondgebied tijdens de Tweede Wereldoorlog. Het was voor de geallieerden en Nederland grotendeels een mislukking doordat de brug in Arnhem over de Rijn niet kon worden ingenomen. Mede hierdoor werd het noorden en westen van Nederland niet bevrijd en kreeg men hier te maken met de hongerwinter.

## Aanleiding
In augustus en begin september 1944 hadden de Geallieerden het noorden van Frankrijk en België bevrijd. In Nederland was grote euforie uitgebroken (Dolle Dinsdag). De Siegfriedlinie en de Rijn vormden echter forse obstakels voor een snelle opmars. Veldmaarschalk Montgomery stelde daarop Operatie Market Garden voor, met als doel om de Duitse linies heen te trekken en Duitsland binnen te vallen via Arnhem. Parachutisten moesten enkele bruggen veroveren (operatie Market) en bezet houden tot de tanks er waren (operatie Garden). Niet iedereen was ervan overtuigd dat het mogelijk was de grote rivieren eenvoudig over te steken ("een brug te ver gaan"), maar het plan werd uiteindelijk geaccordeerd.

## Verloop

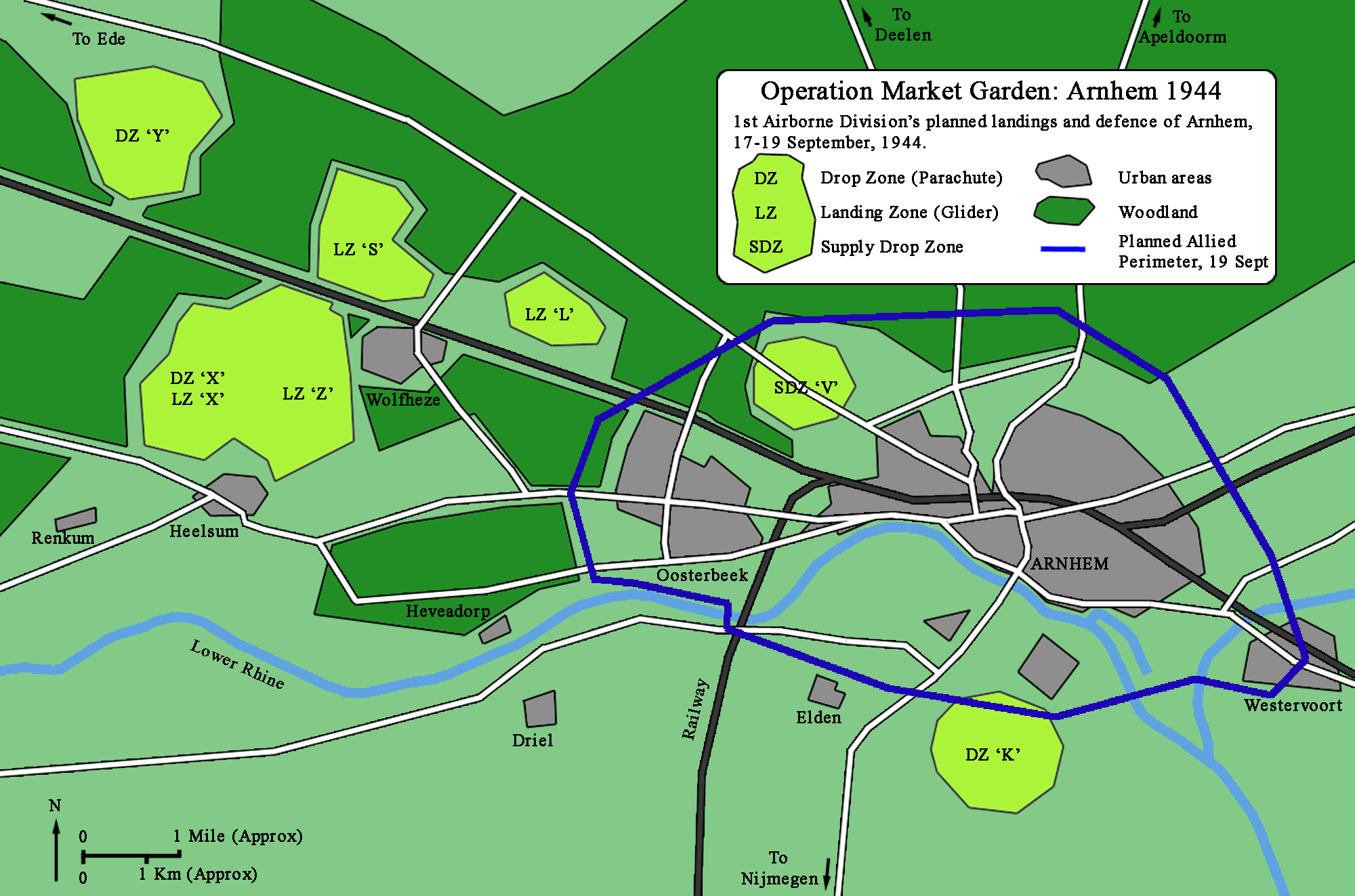
Plattegrond met de geplande landingen

De operatie begon zondagochtend 17 september 1944 om 11.30 uur met een inleidend bombardement dat bedoeld was om Duitse kazernes in Ede en Arnhem te treffen.

### Luchtlandingen
's Middags landden bijna 5200 man van de Britse 1e Luchtlandingsdivisie, deels per parachute en deels in zweefvliegtuigen op terreinen op grote afstand van Arnhem, namelijk bij Wolfheze en ten noorden van Heelsum. In sommige zweefvliegtuigen werden jeeps en antitankgeschut aangevoerd. Op 18 september landden nog eens 1900 parachutisten op de Ginkelse heide bij Ede en zweefvliegtuigen bij Wolfheze.
Tijdens de overtocht vanuit Engeland ging door ongelukken een deel van de uitrusting verloren. Voorts bleek na de landing dat het radiocontact tussen de eenheden onderling en met het hoofdkwartier voortdurend haperde.

### Duits tegenoffensief
De voornaamste tegenslag was de tot dan toe onopgemerkt gebleven aanwezigheid van twee SS-pantserdivisies, die in feite toevallig vlak ten noorden van Arnhem gelegerd waren. De Britse generaals waren echter door verkenners gewezen op de gecamoufleerde aanwezigheid van deze tanks en pantservoertuigen. Dit bericht werd door de Britten genegeerd. Dit waren de restanten van twee Duitse SS-pantserdivisies die zware verliezen hadden geleden in de gevechten tegen de geallieerden sinds de invasie in Normandië op 6 juni 1944 was begonnen. De 9. SS-Panzer-Division Hohenstaufen werd naar Arnhem en Oosterbeek gestuurd om de Britten te stoppen en te verslaan. De 10. SS-Panzer-Division Frundsberg werd aanvankelijk via Arnhem en Elst naar Nijmegen gedirigeerd om de Amerikanen daar tegen te houden. De 9. SS-Panzer-Division Hohenstaufen was bezig om het gros van het nog inzetbare zware materieel over te dragen aan de 10. SS-Panzer-Division Frundsberg, het restant hiervan op de trein te zetten om samen met het restant van het personeel af te reizen naar Siegen in Duitsland om aldaar volledig opnieuw te worden opgebouwd. De 10. SS-Panzer-Division Frundsberg omvatte in eerste instantie circa 4.500 manschappen, voorzien van wat tanks en artillerie. Snel optreden van eenheden van de 9. SS-Panzer-Division Hohenstaufen en daarnaast de acties van het SS Panzer Grenadier Ausbildungs und Ersatz Bataillon 16 onder leiding van SS Sturmbannführer (majoor) Sepp Krafft, leidden ertoe dat het beoogde verrassingseffect van de luchtlandingen omgeving Wolfheze en Heelsum vrijwel terstond verloren ging.

### Slag om de Rijnbrug

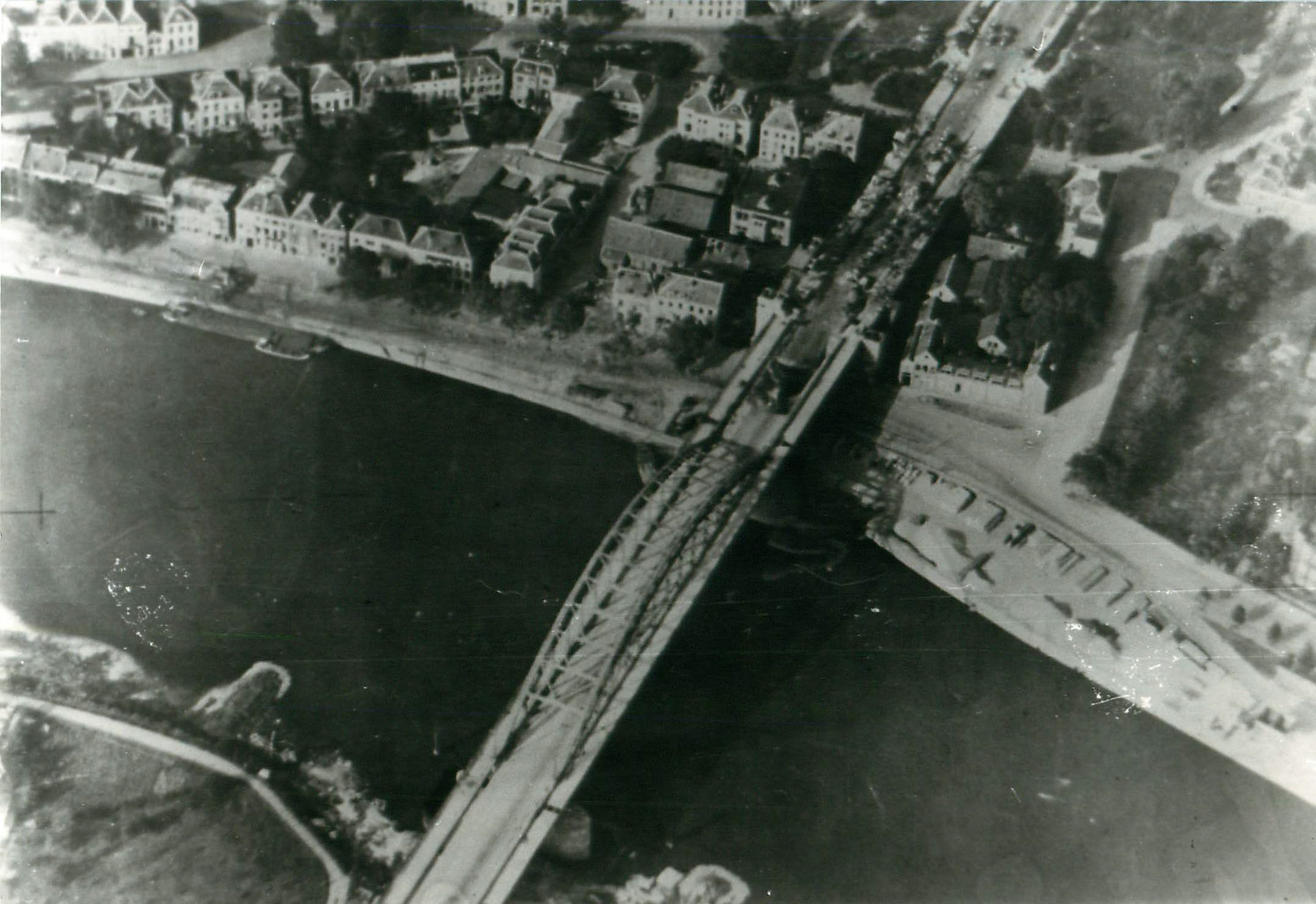
De brug op 19 september 1944

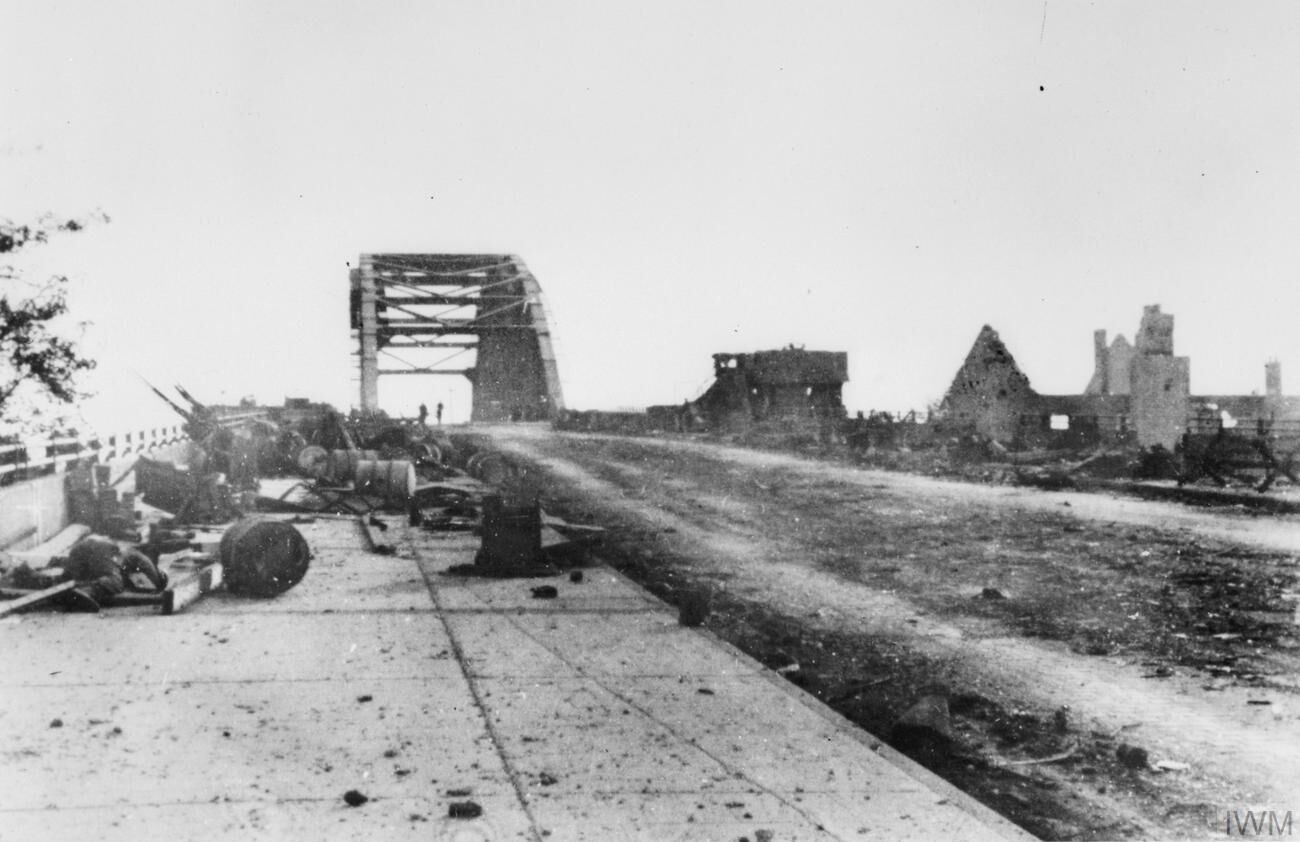
De brug bij Arnhem nadat de Britse parachutisten teruggedreven waren

De geplande snelle Britse bezetting van de Rijnbrug in Arnhem door de Britse divisie verkenningseenheid liep al vlak na de start bij Wolfheze vast op Duitse weerstand. De overige Britse troepen raakten snel betrokken in hevige straatgevechten in Oosterbeek en Arnhem, waardoor verdere voortgang nauwelijks mogelijk was. Aan het eind van de dag (zondag 17 september) slaagde slechts het tweede bataljon van de 1e Parachutistenbrigade, onder leiding van luitenant-kolonel John Frost, erin een bruggenhoofd te vestigen bij de noordelijke oprit van de verkeersbrug in het centrum van Arnhem. De spoorbrug bij Oosterbeek was toen reeds opgeblazen en de Arnhemse schipbrug bleek niet bruikbaar omdat het middenstuk was uitgevaren. Voor het welslagen van Market Garden was het nu essentieel, dat het Britse bruggenhoofd stand zou houden totdat de grondtroepen van het 30e Legerkorps (XXX Corps) de brug zouden bereiken.
In de dagen volgend op 17 september bleef het Britse bruggenhoofd echter geïsoleerd door de onverwacht snelle tegenaanvallen van de Duitsers onder SS-Obergruppenführer Wilhelm Bittrich, generaal en commandant II (2e) SS Panzer Korps, daarbij gesteund door zijn chef Generalfeldmarschall (veldmaarschalk) Walter Model (Commandant van Heeresgruppe B (legergroep B)). Hierdoor werd de aanvoer van versterkingen naar het bataljon van Frost op de brug in Arnhem belet. In hevige straatgevechten werden de Britten steeds verder teruggedreven. Reeds op 19 september was Urquhart, na een rampzalig mislukte poging om toch door te breken, gedwongen de restanten van zijn troepen terug te trekken naar een gebied in Oosterbeek van circa 1 bij 2 km (de "perimeter"). Men was in feite in deze perimeter geïsoleerd. De dropping van voorraden mislukte vrijwel voortdurend: door het gebrekkige radiocontact kon niet worden doorgegeven dat de dropzones in Duitse handen waren, terwijl de piloten de opdracht hadden signalen vanaf de grond te negeren. Later in de slag bleken de nieuwe dropzones te klein om effectief voorraden te kunnen droppen. Bijna alle afgeworpen voorraden kwamen daardoor in Duitse handen terecht. Uit Duitsland kwamen ook steeds meer versterkingen, waaronder Tiger II-tanks.
Bij de poging van de Britse parachutisten via de Utrechtseweg bij Wolfheze op te rukken richting Rijnbrug, sneuvelde bij een beschieting van een Duits legervoertuig op het kruispunt met de Wolfhezerweg op 17 september onder meer de Duitse generaal Friedrich Kussin.  Een verhaal dat hij gescalpeerd werd door Britse soldaten wordt niet gesteund door feiten. Een kogelwond is waarschijnlijker. 

### Landingen bij Driel
Op 21 september landde bij Driel de Poolse 1e Onafhankelijke Parachutistenbrigade onder leiding van Stanisław Sosabowski. Hierdoor braken er ook gevechten uit in de Betuwe, het gebied ten zuiden van de Rijn. De landing van deze Poolse eenheden behoedde de Britse para's voor een vernietigende Duitse aanval die voor de daaropvolgende dag was gepland, maar bracht uiteindelijk onvoldoende soelaas.

### Vertraging grondtroepen
De opmars van de grondtroepen vanuit het zuiden van Nederland verliep aanmerkelijk trager dan gepland. (Volgens de planning had het bruggenhoofd overigens circa drie etmalen behouden moeten blijven, hetgeen voor luchtlandingstroepen al een zeer lange periode is.) Ten eerste viel de brug bij Son (op de route Eindhoven - Nijmegen - Arnhem) niet onbeschadigd in geallieerde handen, zodat kostbare tijd verloren ging met het bouwen van een noodbrug en duurde het lang voor de brug bij Nijmegen in geallieerde handen viel. Ten tweede bleek de Duitse tegenstand heftiger te zijn dan verwacht. Ten derde speelde de route zelf een rol: deze liep over een zeer smalle weg van Valkenswaard naar Arnhem en die tussen Nijmegen en Arnhem deels op een dijklichaam lag. Naarmate de tijd vorderde, raakte de weg steeds vaker geblokkeerd door defect en kapotgeschoten materieel door Duitse tegenaanvallen. De route werd door de geallieerde troepen aangeduid als Hell's Highway.
Het gevolg hiervan was dat de grondtroepen niet tijdig de Arnhemse brug konden bereiken om Frost en zijn manschappen te ontzetten. Op donderdag 21 september waren zij genoodzaakt zich over te geven.

### Terugtrekking

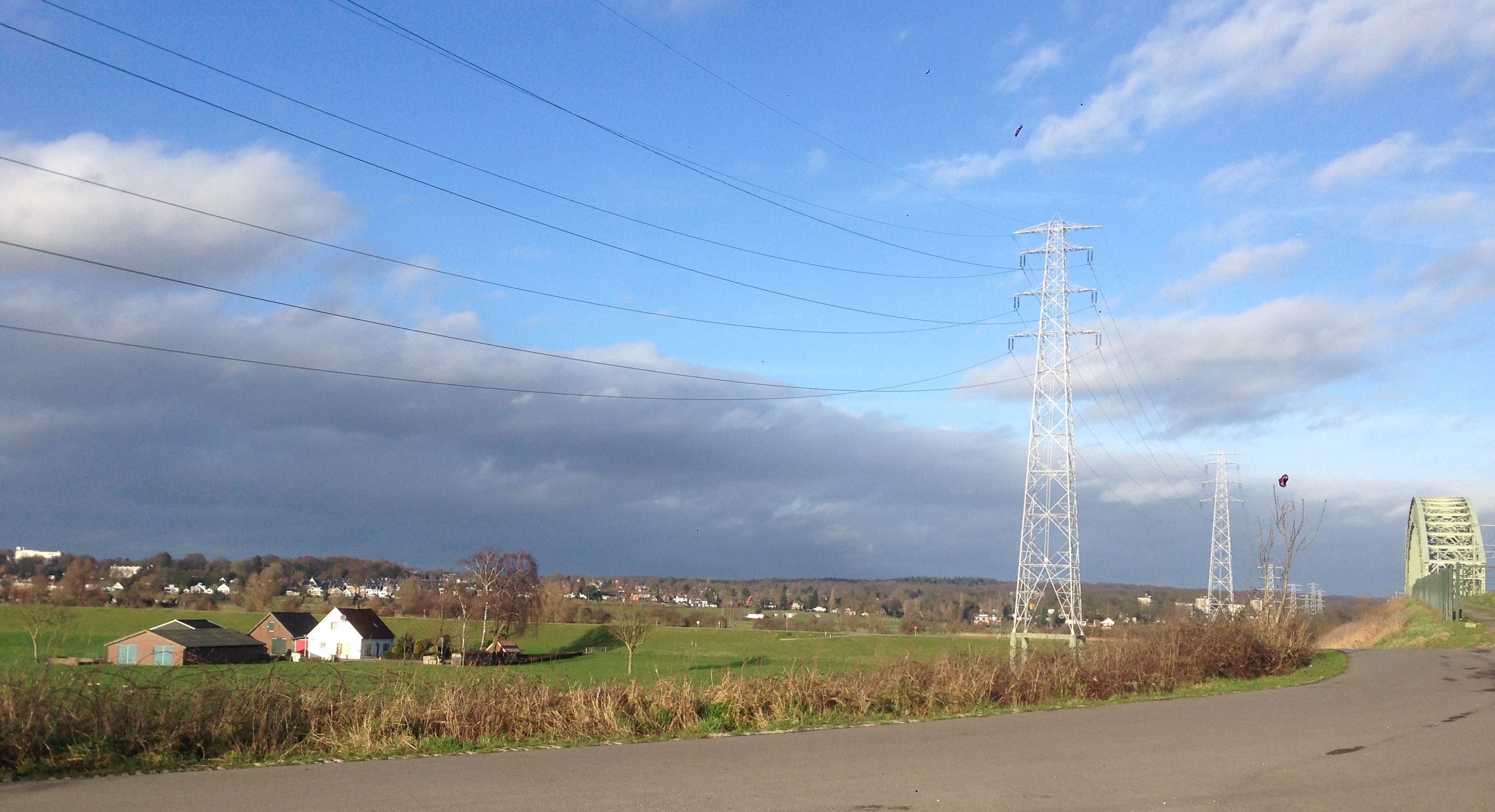
Plek waar de geallieerden zich over de Rijn terugtrokken. Aan de horizon Oosterbeek.

Op zondag 24 september vond de Conferentie van Valburg plaats waar besloten werd de perimeter nog eenmaal te versterken. De oversteek van de 4th Dorsets van de 43e Divisie dezelfde avond mislukte, waarna het restant van de Britse Parachutistendivisie onder generaal-majoor Roy Urquhart zich op 25 september van het geallieerde opperbevel over de Rijn mocht terugtrekken. Op dat moment waren in de perimeter nog circa 2.500 man Britse en Poolse troepen aanwezig. Van hen slaagden 2.163 in de nacht van 25 op 26 september erin de Rijn over te steken. De overigen gaven zich de volgende dag over of verstopten zich om later alsnog over de Rijn te ontsnappen (Operatie Pegasus). Eind september 1944 strandde operatie Market Garden definitief in de Betuwe. Het front verstarde langs de rivier de Linge. Nadat op 2 december 1944 de Duitsers de Rijndijk bij Elden hadden opgeblazen overstroomde een groot deel van de Betuwe. Veel burgers moesten hun huis verlaten. Pas begin april 1945 werd de Over-Betuwe bevrijd.
Na de Slag om Arnhem hielden de Duitsers rekening met een herhaling van de aanval. Daarbij zouden burgers alleen maar in de weg lopen of de geallieerden mogelijk helpen. Daarom dwongen ze op 24 september de 95.000 inwoners van Arnhem om hun stad te verlaten (zie Evacuatie van Arnhem). Ook de Zuid-Veluwe werd geheel ontruimd. Zo ontdekten veel Arnhemmers pas na de oorlog hoezeer hun stad als gevolg van de gevechtshandelingen was verwoest.
Op 12 en 13 april 1945 vond bij de bevrijding van Arnhem een tweede slag plaats die zich concentreerde op de wijk Geitenkamp. Arnhem was eind 1944 op last van de Duitsers geëvacueerd en in de wijk waren dwangarbeiders gevestigd en er woonden ook NSB'ers in de vrijgekomen huizen. De Canadese troepen dachten dat Arnhem flink verdedigd werd en voerden een zwaar artilleriebombardement uit op de Geitenkamp. Onder de bewoners, die wel gewaarschuwd waren maar geen kant uit konden, viel een onbekend aantal slachtoffers.

## Vermeend verraad
Nadat de Slag om Arnhem was verloren, ontstond bij de Britten de behoefte aan een zondebok. Vooral de generaals van het Britse landleger, het 30e Legerkorps, hebben actief en effectief geprobeerd de schuld in niet-Britse schoenen te schuiven, zie Conferentie van Valburg. De Nederlandse dubbelspion Christiaan Lindemans alias King Kong die op 28 oktober 1944 was gearresteerd door de Britten werd als zondebok gebruikt. Lindemans zou kennis over Operation Market Garden hebben doorgespeeld aan de Duitsers. Die kennis zou hij hebben opgedaan op het hoofdkwartier van Prins Bernhard, en daarmee zou de prins indirect medeschuldig zijn aan het mislukken van de Slag om Arnhem. Na de oorlog werd de rol van Lindemans nog wat aangedikt in boeken van de Nederlandse contraspionage-expert in Britse dienst Oreste Pinto.
In feite heeft Lindemans echter niet de luchtaanval op Arnhem verraden, maar het grondoffensief van Operation Comet dat later de basis van Operation Garden zou vormen. Aan Lindemans' verhaal werd door de Duitsers aanvankelijk weinig geloof gehecht. Toen echter Operation Market Garden van start ging, concludeerden de Duitsers dat hij toch gelijk had. In allerijl werd getracht de opmars van de geallieerden in Zuid-Nederland te vertragen. Juist het omzichtige en trage oprukken door het 30e Legerkorps, het Britse landleger, bleek fataal voor de operatie. Het 30e Legerkorps bereikte de Britse en Poolse parachutisten bij Arnhem eerst na zeven dagen in plaats van na de geplande twee dagen. Toen waren de Britse parachutisten al bij de brug in Arnhem door de Duitsers verdreven.
Volgens historicus Dr. Loe de Jong ging de Slag om Arnhem niet verloren door het verraad van Lindemans, maar mede door de vondst op 17 september van het aanvalsplan van Market-Garden op het lichaam van een neergehaalde Amerikaanse officier. Dit zou Generaloberst Kurt Student en Generalfeldmarshall Walter Model de mogelijkheid hebben gegeven om de verdediging rond Arnhem effectief te organiseren. Volgens andere bronnen werd het plan aangetroffen in een Waco-zweefvliegtuig. Het duurde tien uur voor het naar het hoofdkwartier van Model kon worden overgebracht. Die vond ze te gedetailleerd om waar te zijn, en negeerde ze verder. Zelfs het Duitse opperbevel van Generalfeldmarshall Von Rundstedt werd niet ingelicht.
Dat Lindemans zijn kennis over het grondoffensief had opgedaan op het hoofdkwartier van Prins Bernhard staat vast. De beveiliging van dat hoofdkwartier was gebrekkig; iedereen kon er in en uit lopen. Lindemans stond bovendien op goede voet met een naaste medewerker van de prins, Kas de Graaf, die hij eens het leven had gered. Deze De Graaf was het die door een simpel briefje met de tekst King Kong is allright de weg baande voor Lindemans' verraad. Op grond van het briefje werd hij door de Canadese Field Security geschikt bevonden voor een opdracht achter de linies. Lindemans ging door de linies naar Eindhoven, en vervolgens vertelde hij wat hij wist op een Duits hoofdkwartier in Driebergen-Rijsenburg. Prins Bernhard heeft altijd ontkend dat Lindemans al voor de Slag om Arnhem op zijn hoofdkwartier is geweest. Later zou hij nooit verder dan de tuin zijn gekomen. Frits Philips meldt in 1978 echter in zijn memoires dat Lindemans tijdens het eten aan tafel zat.

## Na de oorlog
De Slag om Arnhem is in 1946 verfilmd in Theirs is the glory en in 1974 beschreven in het boek A Bridge Too Far van de schrijver Cornelius Ryan; in Nederland verschenen als Een brug te ver. Het boek werd in 1977 verfilmd als A Bridge Too Far door Richard Attenborough. De Slag om Arnhem is een vrij populair onderwerp bij verschillende media. Doordat de belangstelling, in het bijzonder van de westerse wereld, voor dit onderwerp groot is, zijn er verschillende films, documentaires en computergames verschenen over De Slag en Operatie Market Garden.
De verkeersbrug over de Rijn heet sinds 1978 de John Frostbrug.
De Liberation Route Europe is een route die de geallieerden volgden tijdens de bevrijding van Europa. De route loopt van Normandië via Arnhem over de Zuid-Veluwe richting Berlijn. In 2008 werd in Nederland begonnen met het zichtbaar maken van een deel van de Liberation Route Europe aan de hand van zogeheten luisterplekken. Per regio werden speciale routes uitgezet voor wandelaars, fietsers en auto's en er kwamen lespakketten.

## Musea
Er zijn diverse musea zoals:
| Museum                                      | Omschrijving                                                                         |
| ------------------------------------------- | ------------------------------------------------------------------------------------ |
| Arnhems Oorlogsmuseum 40-45                 | museum gewijd aan de Tweede Wereldoorlog, met name in en rond Arnhem.                |
| Airborne at the Bridge                      | museum gewijd aan de slag bij de John Frostbrug.                                     |
| Airborne Museum                             | museum gewijd aan de slag om Arnhem.                                                 |
| Betuws Oorlogsmuseum "The Island" 1944-1945 | museum geeft een overzicht van de gevechten in het gebied tussen de Rijn en de Waal. |

## Herdenkingen

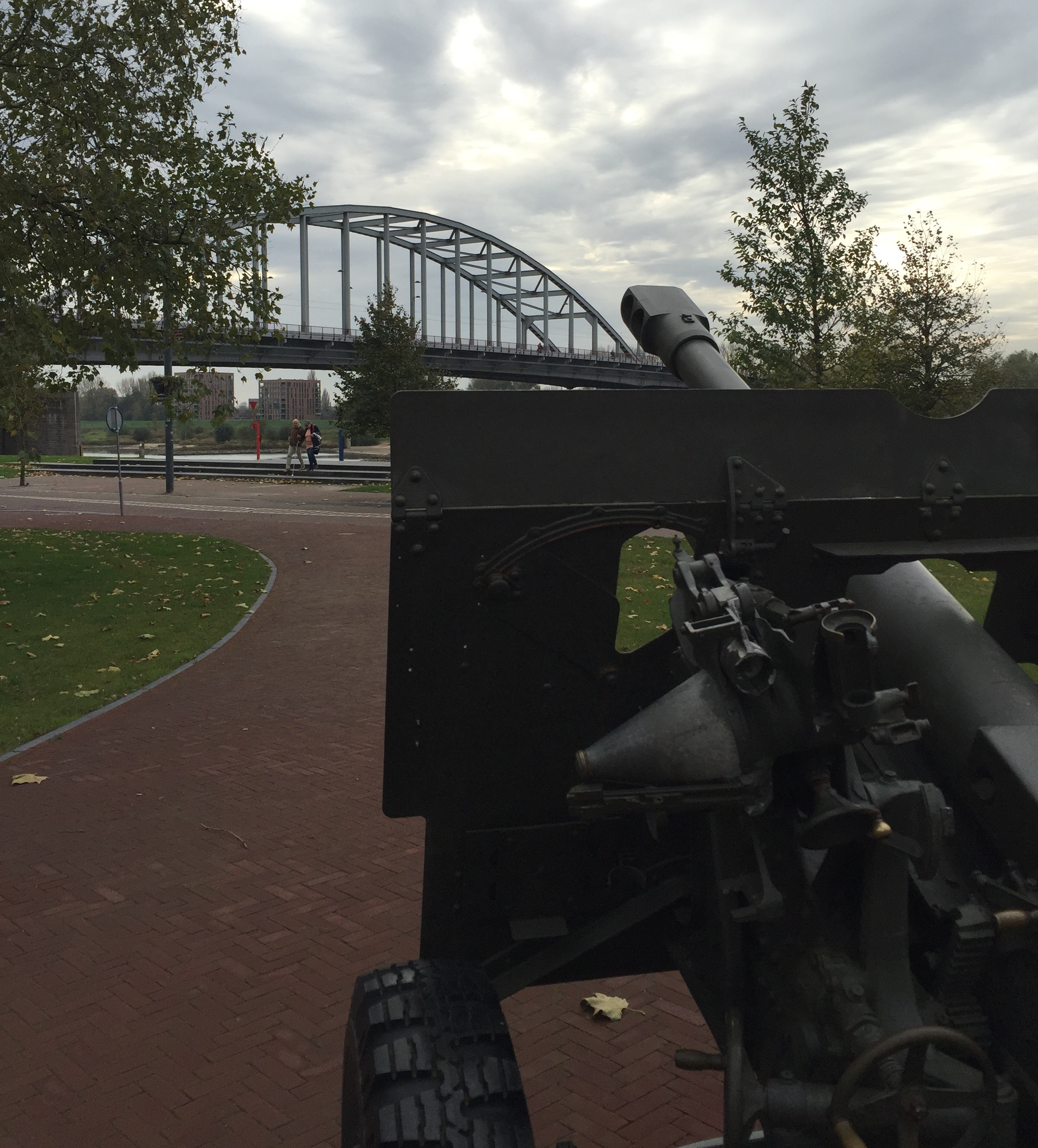
Monument bij de John Frostbrug

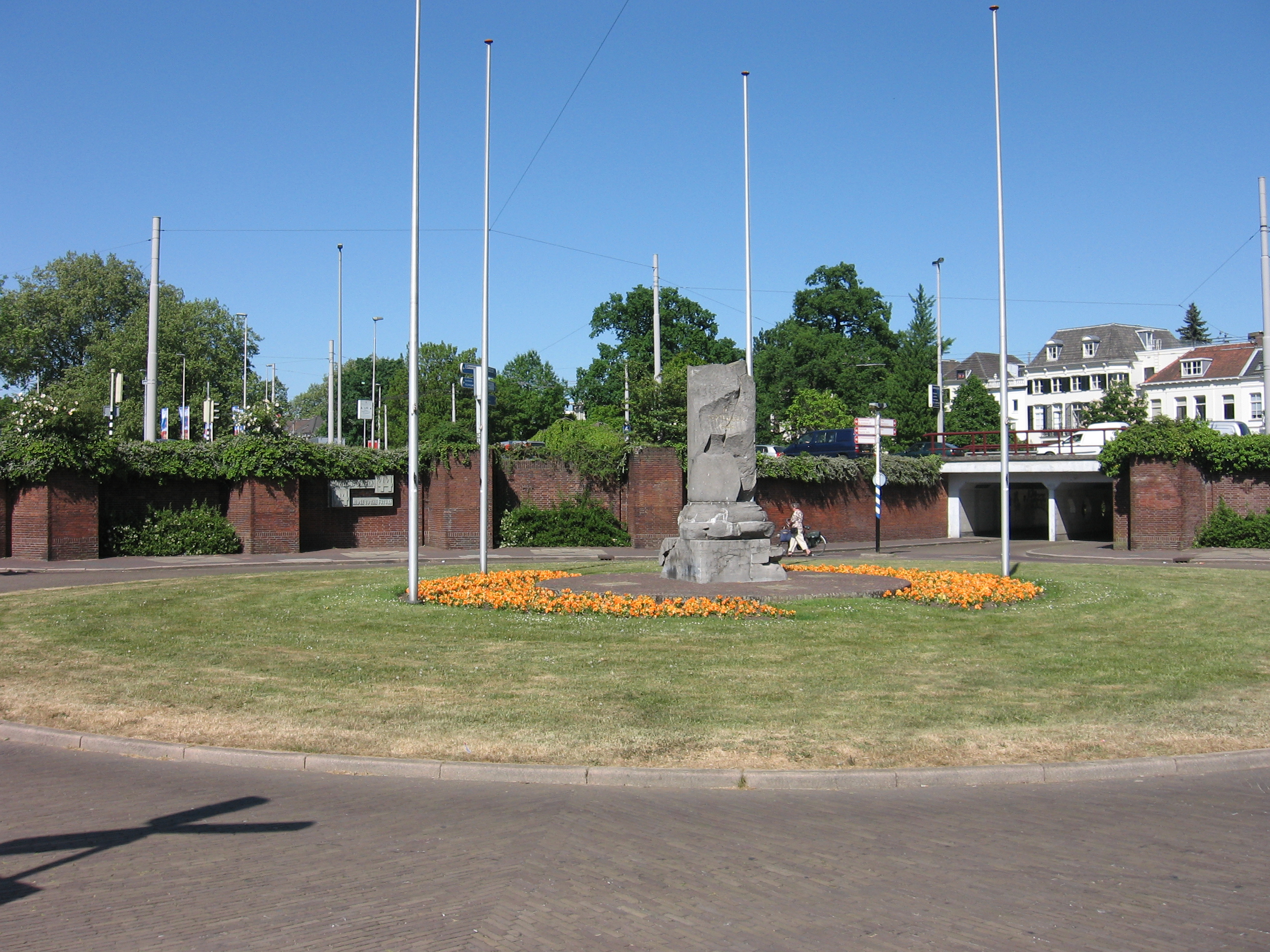
Airborneplein met gedenkteken

### Officiële herdenking Airborneplein
Tijdens de jaarlijkse herdenking bij het monument op het Airborneplein met een internationaal karakter worden alle geallieerden herdacht, die gesneuveld zijn bij hun pogingen om de brug over de Rijn (de John Frostbrug) te veroveren en te behouden in de periode 17-26 september 1944.

### Herdenking De Naald
Tijdens deze korte ceremonie en een kranslegging wordt door de gemeente Renkum bij monument De Naald, herdacht dat op 17 september 1944 de operatie Market-Garden is begonnen in de regio Arnhem/Oosterbeek/Ede.

### Herdenking Polenplein
Tijdens de jaarlijkse herdenking bij het polenmonument op het Polenplein in Driel wordt ieder jaar de Poolse bijdrage aan de Slag om Arnhem herdacht.

### Herdenking Begraafplaats
Op de begraafplaats in Oosterbeek liggen meer dan 1750 geallieerde militairen begraven, die gesneuveld zijn tijdens de Slag om Arnhem. Op de eerste zondag na 17 september worden zij met groot eerbetoon herdacht in het bijzijn van veteranen, hun familie en duizenden geïnteresseerden. Traditioneel leggen ‘bloemenmeisjes’ – schoolkinderen uit de gemeente Renkum - bloemen bij de graven.

### Bridge to Liberation Experience
Bridge to Liberation is een nationaal herdenkingsconcert dat sinds 2014 jaarlijks in september gehouden wordt op de Rijn bij de John Frostbrug in Arnhem. Klassieke muziek wordt hierbij gemengd met popmuziek. Daarnaast treedt een aantal artiesten uit binnen- en buitenland op. Het concert vindt in de open lucht plaats op een ponton. Het concert is gratis toegankelijk en de kade stroomt dan vol met publiek. De NPO zendt het concert uit op televisie. The Bridge to Liberation vindt plaats tijdens de officiële Airborne Herdenking maar wordt onafhankelijk daarvan georganiseerd en geproduceerd door de Stichting Bridge to Liberation.

### Airborne Wandeltocht
De Airborne Wandeltocht is de grootste eendaagse wandeltocht ter wereld. Deze herdenkingstocht in het kader van de Slag om Arnhem 1944 vindt ieder jaar plaats op de eerste zaterdag in september te Oosterbeek en vormt de aftrap van de Airborne herdenkingen in de regio. Aan de wandeltocht doen ruim 32.000 wandelaars mee uit 17 verschillende landen.

### Luchtlandingen Ginkelse Heide
Jaarlijks vindt er op de Ginkelse Heide een dropping plaats ter nagedachtenis van de Slag om Arnhem. In 2006 hebben nog vijf oud-strijders met een tandemsprong en een bestuurbare parachute aan de dropping meegedaan. Daarnaast zijn er ook Engelse en Nederlandse parachutisten gesprongen met de traditionele modellen van de in 1944 gebruikte parachutes. Het Engelse type is niet en het Nederlandse beperkt bestuurbaar.

### Bridge to the Future Conferentie
Een jaarlijkse conferentie in de Eusebiuskerk in Arnhem waarbij verschillende inleiders vanuit hun eigen persoonlijke overtuiging en ervaring spreken over een oorlogs- of vluchtelingen thema.

### Airbornewedstrijd
Jaarlijks staat aan het einde van de maand september een van de thuiswedstrijden van SBV Vitesse in het teken van de Slag om Arnhem, waarbij Vitesse-supporters en de club de veteranen eren. Oud-strijders worden uitgenodigd om de wedstrijd te bekijken en voorafgaand aan het duel volgen sfeeracties met doeken en vlaggen; in de rust treden doedelzakspelers op. Zoals inmiddels traditie is, spelen de spelers van Vitesse tevens in een aangepast tenue in Airborne-stijl.

### Race to the bridge
Race to the bridge is een jaarlijkse herdenkingstocht van oude legervoertuigen vanaf Renkum door Doorwerth en Oosterbeek naar de Arnhemse John Frostbrug.

### Taptoe Oosterbeek
Sinds 1975 vindt de Taptoe Oosterbeek plaats op het Raadhuisplein en wordt gezien als de muzikale afsluiting van de Airborne Herdenkingen.